# 蘇聯民航217號班機空難
蘇聯民航217號班機空難發生在1972年10月13日，當時蘇聯民航1架編號為CCCP-86671的伊爾-62執行這一不定期包機，由法國巴黎-奧利機場經蘇聯列寧格勒前往莫斯科，在谢列梅捷沃国际机场降落時墜毀在謝列梅捷沃機場以北11公里處，導致機上164名乘客和10名機組人員全部罹難。該次事件當時是罹難人數最多的航空空難，但該次紀錄還不到3個月之後就發生在尼日利亞的卡諾空難（176人罹難）打破。這次空難是涉及伊爾-62第2起嚴重的事故，僅次於LOT波蘭航空5055號班機空難（183人全部罹難），同時也是俄羅斯境內第2致命的航空空難，僅次於蘇聯民航3352號班機空難（178人罹難）。

## 涉事航班
失事客機為1架1967年製造的伊爾-62，生產序列號為70301，1968年5月28日首飛，同年6月14日交付蘇聯民航。事發之前，該機的飛行總時間為4,374個小時，起降次數為1,674次。217號班機失事時載有174人，其中10名機組人員全部為蘇聯公民。
| 國籍       | 乘客 | 機組 | 合計 |
| ---------- | ---- | ---- | ---- |
| 苏联       | 118  | 10   | 128  |
| 智利       | 38   | 0    | 38   |
| 阿尔及利亚 | 6    | 0    | 6    |
| 東德       | 1    | 0    | 1    |
|            | 1    | 0    | 1    |
| 總計       | 164  | 10   | 174  |

## 經過
當地時間在晚間8點59分，217號班機從列寧格勒機場起飛，約50分鐘之後向謝列梅捷沃機場進近。在不良天氣下
，飛行員收到下降到400公尺的高度指示，在降落過程中以時速為620公里的指示空速和12m/s的垂直速度下降，最後墜毀在地面。該次事故的很有可能原因是遭雷擊失控或者是升降舵故障，但至今沒有查明。

## 外部連結
- . airdisaster.ru.   [2013-03-15]. （原始内容存档于2013-04-08）.